# محسن ارزانی
محسن ارزانی (زاده ۲۳ سپتامبر ۱۹۸۴) یک بازیکن سابق فوتبال اهل ایران است.